# تايرا كالدروود
تايرا كالدروود (بالإنجليزية: Tyra Calderwood)‏ مواليد 19 سبتمبر 1990 في سيدني، هي لاعبة كرة مضرب أسترالية بدأت مسيرتها كمحترفة سنة 2007 تلعب باليد اليمنى. أعلى تصنيف لها في الفردي كان المركز الـ 607 في سنة 2008. فازت ببطولة سيدني لزوجي السيدات في سنة 2013 مع شريكتها أليسون باي.

## روابط خارجية
- تايرا كالدروود على موقع رابطة محترفات التنس (الإنجليزية)
- تايرا كالدروود على موقع الاتحاد الدولي لكرة المضرب (الإنجليزية)
- تايرا كالدروود على موقع إي إس بي إن.كوم (الإنجليزية)